# 克雷希米尔·丘利亚克
克雷希米尔·丘利亚克（1970年9月18日—），克罗地亚男子赛艇运动员。他曾代表克罗地亚参加2000年夏季奥林匹克运动会赛艇比赛，获得男子八人单桨有舵手铜牌。